# Vicenza
Vicenza (ital. Ausspr.ⓘ) ist eine Industriestadt im nördlichen Italien mit 110.299 Einwohnern (Stand 31. Dezember 2023). Sie liegt in der Region Venetien etwa 60 Kilometer nordwestlich von Venedig und 200 Kilometer östlich von Mailand und ist Hauptstadt der gleichnamigen Provinz. Bekannt ist die Stadt für ihre Schmuckwaren- und Bekleidungsindustrie und für die Bauwerke des Renaissancearchitekten Andrea Palladio, die ihr den Rang eines UNESCO-Welterbes eintrugen. Vicenza gehört zu den reichsten Städten Italiens. Die deutsche Partnerstadt ist Pforzheim.

## Geschichte

### Euganeer, Veneter, Römer
Die Wissenschaftler sind sich einig, dass die erste Siedlung am Zusammenfluss des Astico (später Bacchiglione) und des Retrone von paläovenezianischen Völkern gegründet wurde, die zuvor in den etwas südlicher gelegenen Colli Berici im Tal des Lago di Fimon lebten, dies mindestens seit dem Lago di Fimon, dies mindestens seit dem 6. Jahrhundert v. Chr. Vicentia wurde vom italischen Volk der Euganeer und dann im 3. und 2. Jahrhundert v. Chr. von den Venetern besiedelt. Sie wurden nie versklavt, wenngleich sie unter multiplen fremden kulturellen Einflüssen standen. Im 2. Jahrhundert v. Chr. gelangten sie in den Einflussbereich Roms und erhielten 49 v. Chr. römisches Bürgerrecht. Vicenza lag an der unter anderen wichtigen Handelsroute der Via Gallica. Im Laufe der Zeit wuchs die römische Präsenz in der Region immer mehr an und die Veneter (deren Kultur viel eher etruskische und griechische Werte als keltische widerspiegelte) wurden allmählich assimiliert. 157 v. Chr. war die Stadt de facto ein römisches Zentrum und erhielt den Namen Vicetia oder Vincentia. 135 v. Chr. wurde der Ort auf einem Cippus im Zusammenhang mit der Grenzfestlegung zu Ateste (Este) erstmals erwähnt.
Die Stadt hatte eine gewisse Bedeutung als Station auf der wichtigen Straße von Mediolanum (Mailand) nach Aquileia, in der Nähe von Tergeste (Triest), stand aber im Schatten ihrer Nachbarin Patavium (Padua). Sehr wenig ist von der römischen Stadt erhalten, doch drei der Brücken über die Flüsse Bacchiglione und Retrone sind römischen Ursprungs und es existieren isolierte Bögen eines römischen Aquädukts außerhalb der Porta Santa Croce.
Während des Niedergangs des Weströmischen Reiches verwüsteten Heruler, Vandalen, Alarich I. und seine Westgoten sowie die Hunnen die Gegend, aber die Stadt erholte sich nach der Eroberung durch die Ostgoten im Jahr 489, bevor sie bald danach unter byzantinische Herrschaft kam.

### Langobarden und Franken

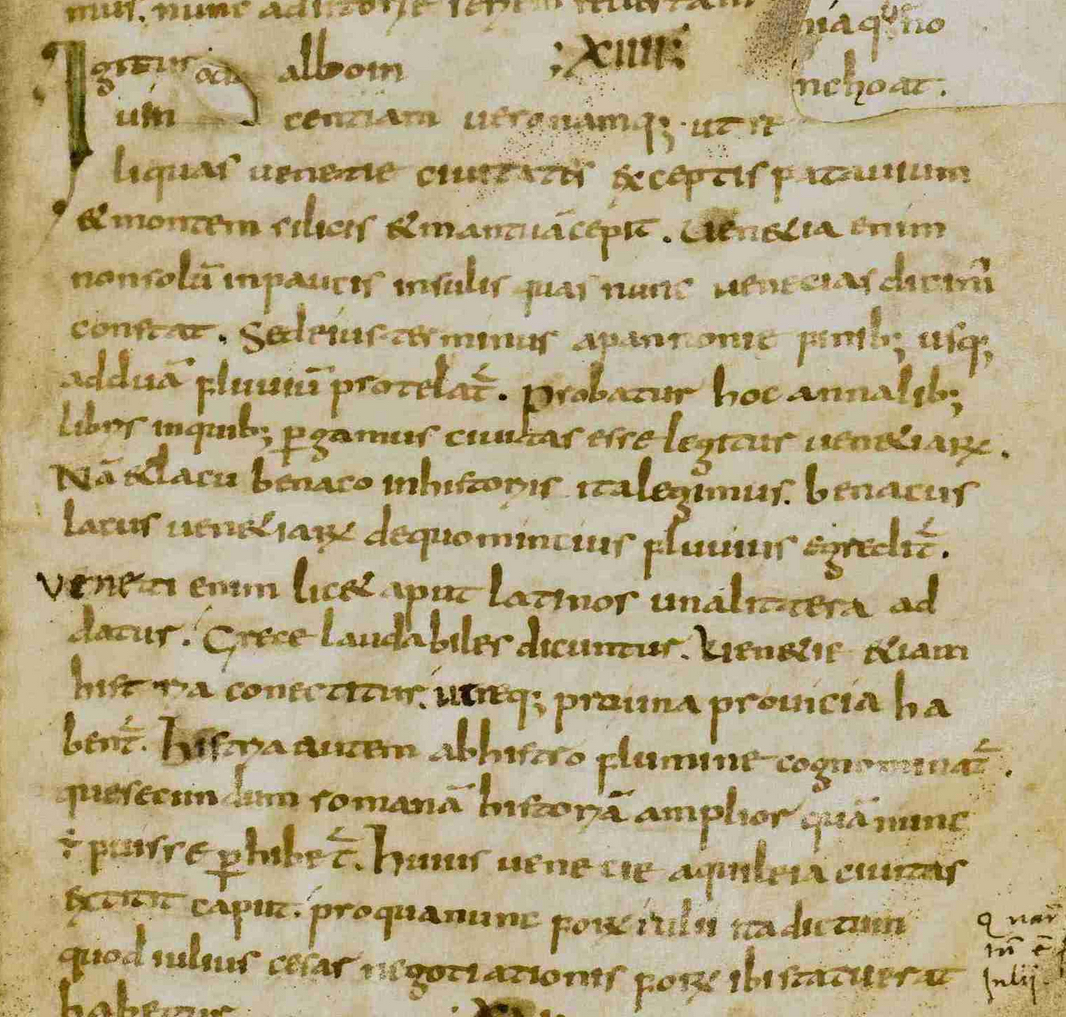
Buch II, 14 der Historia Langobardorum des Paulus Diaconus in der Handschrift Cividale del Friuli, Museo Archeologico Nazionale, XXVIII (1. Hälfte 9. Jahrhundert); darin wird neben anderen Städten die Einnahme von Vicentia durch König Alboin erwähnt.

Vicentia, das in älteren deutschsprachigen Publikationen auch als Wiesenthein oder Cimbria erscheint, wurde 568 von den arianischen Langobarden, wohl kampflos, eingenommen. Dies führte innerhalb der Stadt und ihres Gebietes zu Konflikten mit den trinitarischen Christen und dem Papsttum. Um 589 wurde Vicenza Bischofssitz; erster Bischof war Oronzio. Ab Anfang des siebten Jahrhunderts wurden in der Provinz Vicenza zahlreiche Benediktinerklöster gebaut.
Mit der Eroberung des Langobardenreichs durch die Franken unter Karl dem Großen bis 774 kam das Gebiet an fränkische Vasallen, wie etwa 809 an Alboin und Ingobert, die Söhne des Grafen Haio. Dies wurde 816 von Ludwig dem Frommen bestätigt, obwohl ihr Vater vor den Franken zu den Awaren geflohen war. Um 899 wurde Vicenza von magyarischen Plünderern zerstört.

### Grafschaft, Bistum und Kommune

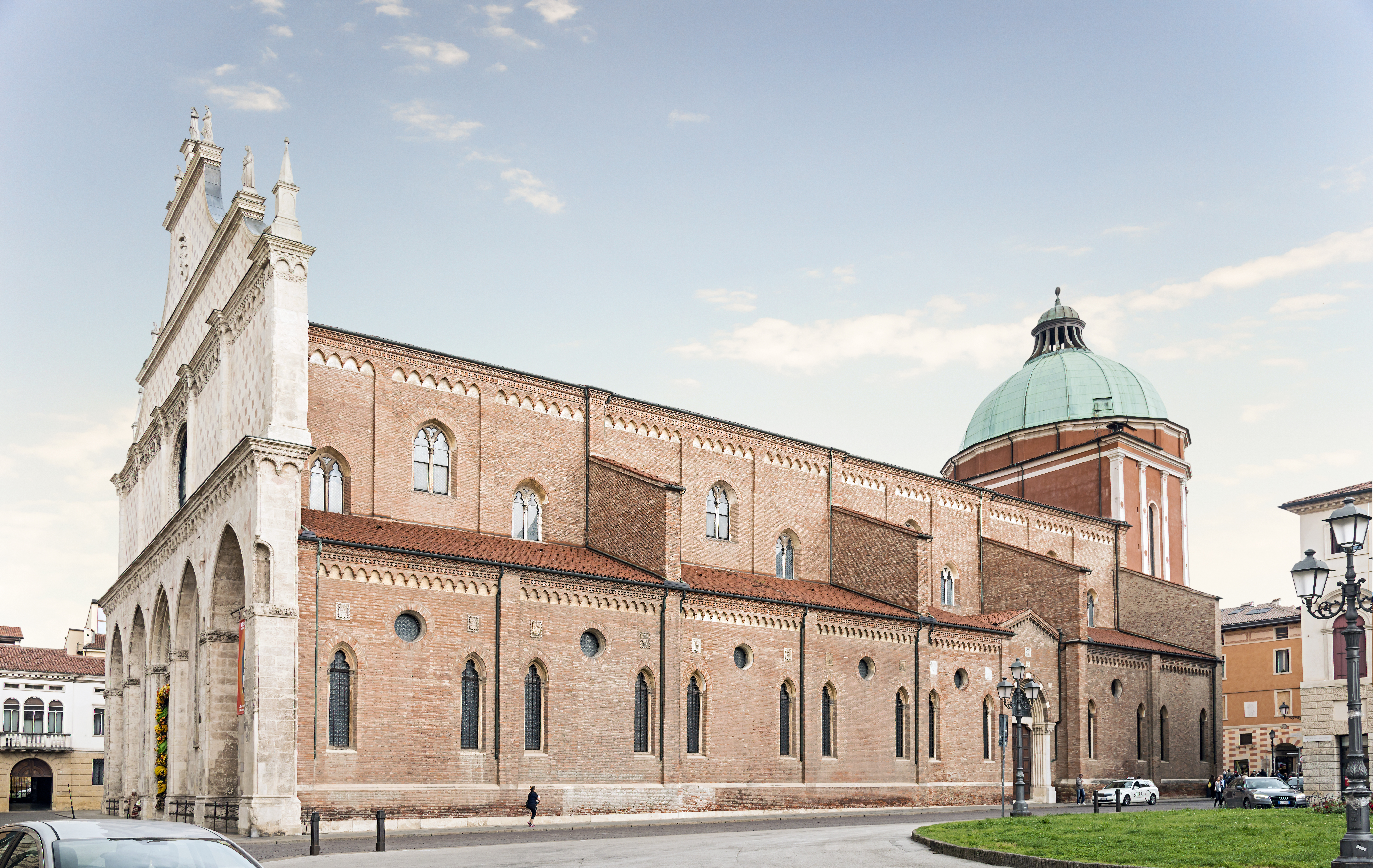
Der Dom

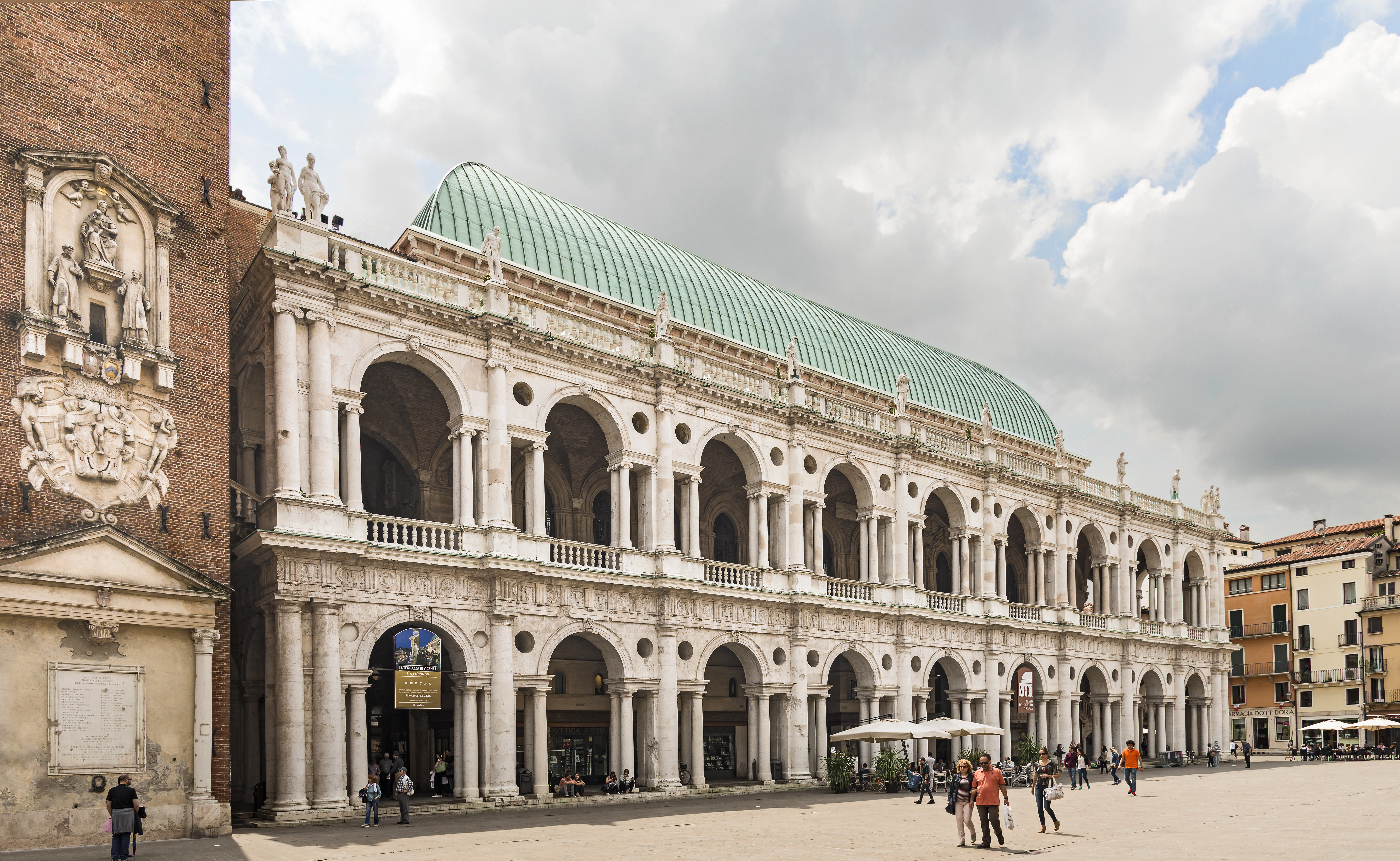
Die Basilica Palladiana

Vicenza erscheint in mehreren Urkunden als „Nachbar“ Venedigs; zwischen beiden Städten bestanden enge vertragliche Bindungen, die etwa 967 von Otto I. bestätigt wurden. Im 9. Jahrhundert erwarb das Veroneser Kloster San Zeno Maggiore Güter um Vicenza. Die bischöfliche Kirche von Vicenza trat ebenfalls als Grundherrin auf, die etwa von Berengar um 916/24 Land erhielt. Zudem sprach der Königsbote Ottos III., Graf Oci, dort im Jahr 994 Recht. Kam der König selbst mit seinem Hofstaat nach Verona, so erhielt die Grafschaft einen Ausgleich, so etwa im Jahr 1000. 1008 wurde dem Bistum das Futter, das durchreisenden Beamten zur Versorgung ihrer Pferde zur Verfügung gestellt werden musste (Fodrum), erlassen. Heinrich II. ließ Bischof Hieronymus von Vicenza allerdings absetzen, da er sich mit Arduin von Ivrea gegen ihn verbündet hatte.
1001 überantwortete, so behauptete das Bistum ab dem 12. Jahrhundert, Otto III. Bischof Hieronymus von Vicenza die gesamte Grafschaft Vicenza und damit auch die Stadt. Diese Behauptung beruhte auf einer Urkundenfälschung. In Wirklichkeit saß Graf Lanfrancus im selben Jahr 1001 einer Gerichtssitzung bei. Konrad II. bestätigte 1026 alle Schenkungen seiner Vorgänger, dazu Königsschutz und Immunität.
Es entstand eine städtische Organisation, die sich bald aus der bischöflichen Herrschaft löste. Vicenza spielte eine aktive Rolle im Veroneser Bund und vor allem im Lombardenbund (1164–1167) gegen Kaiser Friedrich I. Barbarossa, dem auch Padua und Treviso beitreten mussten; Vicenzas Podestà Ezzelino I. da Romano il Balbo war Kapitän der Liga. Als der Frieden wiederhergestellt war, lebte jedoch die alte Rivalität mit Padua und Bassano wieder auf, und außerdem gab es, wie fast überall in Italien, die Fraktionen der Ghibellinen und Guelfen, erstere von den Vivaresi vertreten, letztere vor allem von den Maltraversi. Ende des 12. Jahrhunderts übertrug Heinrich VI. dem Markgrafen Azzo d’Este die Entscheidungsbefugnis in allen Appellationssachen in der Mark Verona, darunter in Vicenza. In dieser Zeit waren die Konsuln von Vicenza bereits berechtigt, mit den umgebenden Landstädten Verträge abzuschließen, was Otto IV. 1210 bestätigte.
1226 verbündeten sich die Städte Mailand, Bologna, Brescia, Mantua, Padua, Vicenza und Treviso. Ezzelino III. da Romano vertrieb die Guelfen aus Vicenza und ließ seinen Bruder Alberico 1230 zum Podestà wählen. Die unabhängige Kommune trat dem Zweiten Lombardenbund gegen Kaiser Friedrich II. bei und wurde 1237 vom Monarchen geplündert, wonach es zu Ezzelinos Herrschaften annektiert wurde. Nach der endgültigen Niederlage der Brüder da Romano bei Cassano d’Adda gegen die vereinigten Truppen von Venedig, Treviso, Vicenza, Verona, Mantua und von Truppen Papst Alexanders IV. wurde Vicenza wieder unabhängig.
Nach Ezzelinos Tod wurde die politische Struktur der alten oligarchischen Republik – ein Consiglio Maggiore („Große Ratsversammlung“) von vierhundert Mitgliedern und ein Consiglio Minore („Kleiner Rat“) mit vierzig Mitgliedern – wiederhergestellt. Die Stadt ging ein Bündnis mit Padua, Treviso und Verona ein. Drei Jahre später vertrauten die Vicentiner den Schutz der Stadt Padua an, um ihre republikanische Freiheit zu sichern, aber das Protektorat (Custodia) wurde schnell zur Herrschaft, und aus diesem Grund unterwarf sich Vicenza im Jahre 1311 den Scaliger, den Herren von Verona, die die Stadt gegen die Visconti von Mailand befestigten. 1392 eroberte dessen Herzog Gian Galeazzo Visconti dennoch die Stadt.
Im Jahr 1404 kam Vicenza unter die Herrschaft der Republik Venedig.

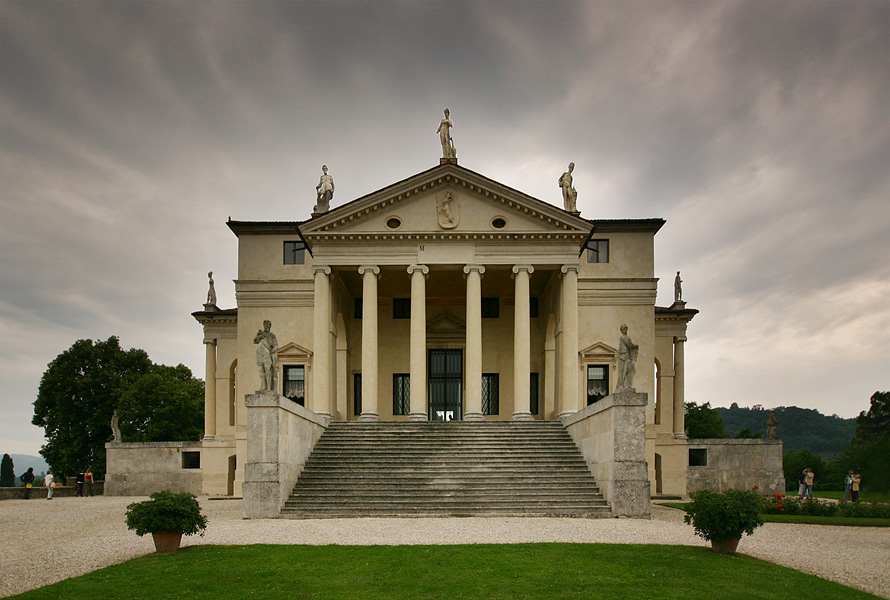
La Rotonda, Andrea Palladio, 1571, nahe Vicenza

### Venezianische Herrschaft (1404 bis 1797)
Vicenza, das zum Besitz Venedigs geworden war, wurde in die Kämpfe der Serenissima mit dem Reich verstrickt. So wurde es von Kaiser Sigismund belagert und Maximilian I. brachte es in den Jahren 1509 und 1516 in seinem Besitz.
Vicenza versuchte dennoch mit den bedeutendsten Städten Oberitaliens Schritt zu halten; es war immerhin ein Kandidat für das 1545 bis 1563 in Trient abgehaltene Konzil. Das 16. Jahrhundert war zugleich die Zeit des Andrea Palladio, der herausragende Beispiele seiner Kunst in Form von Palästen und Villen auf dem Gebiet der Stadt hinterließ, von der es hieß, dass sie vor Palladios Zeit die heruntergekommenste und unansehnlichste in Venetien gewesen sei.

### Franzosen, Österreicher (1797 bis 1866)
Nach 1797, unter napoleonischer Herrschaft, wurde Vicenza ein Titular-Herzogtum innerhalb des Königreichs Italien für General Armand de Caulaincourt.
Nach dem Wiener Kongress fiel Vicenza 1815 an das habsburgische Königreich Lombardo-Venetien, dessen König in Personalunion der Kaiser von Österreich war. Im Jahr 1848 erhob sich hier die Bevölkerung wesentlich heftiger als in jedem anderen italienischen Zentrum abgesehen von Mailand und Brescia gegen Österreich (für den Mut der Revolutionäre in dieser Zeit wurde der Stadt später die höchste Auszeichnung für militärische Tapferkeit verliehen). Nach dem Dritten italienischen Unabhängigkeitskrieg kam Venetien und damit auch Vicenza im Frieden von Wien (1866) zum Königreich Italien.

### Königreich Italien, Weltkriege, Zerstörungen und Nachkriegszeit

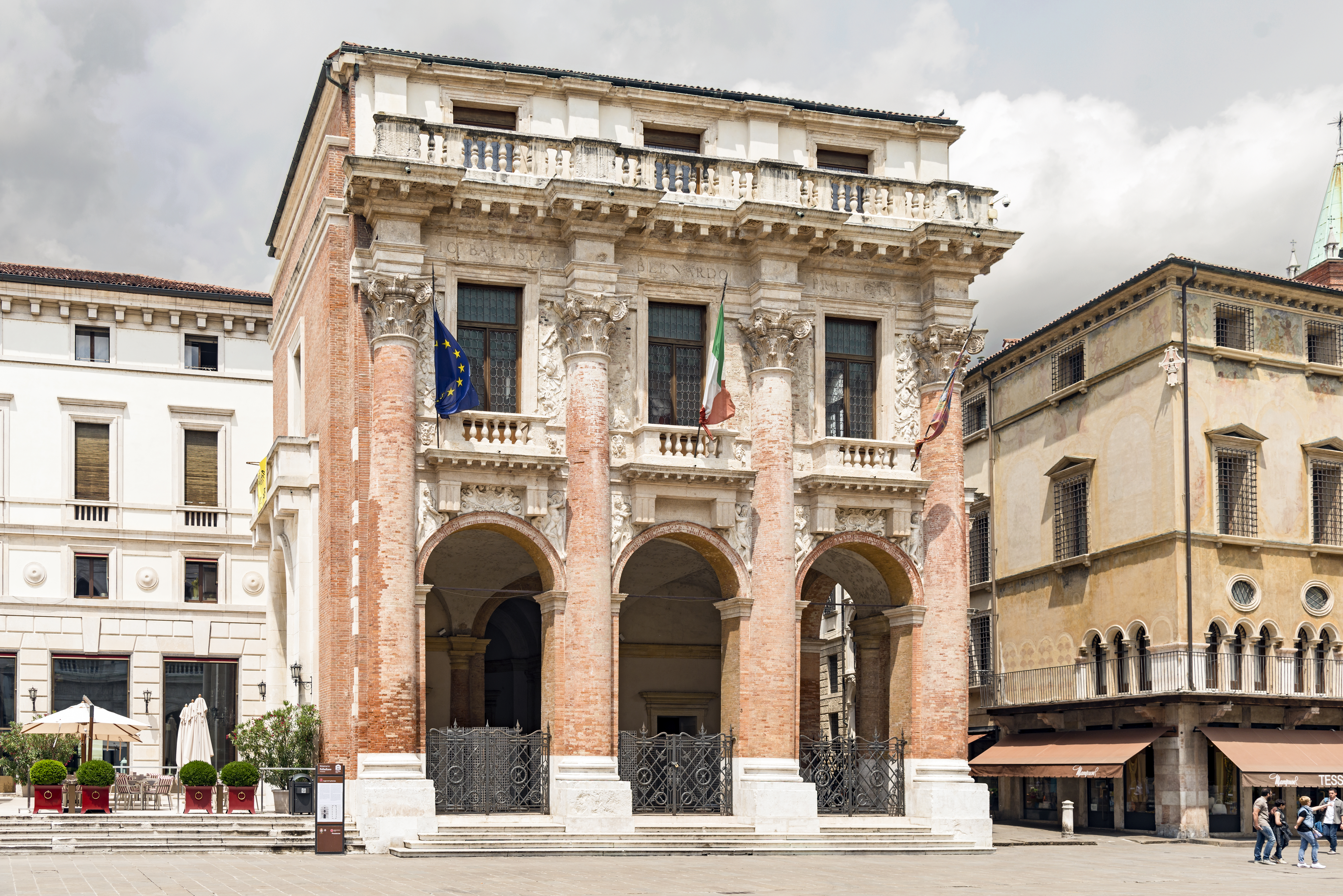
Der Palazzo del Capitanio in Vicenza

Mit dem Anschluss an Italien kam es zunächst zu einem massiven wirtschaftlichen Niedergang der Region, der sich in einer Massenauswanderung niederschlug, die bis in die 1890er Jahre anhielt. Bereits 1866 kam es wegen der Erhöhung der Mahlgebühren und der Brotpreise zu Unruhen.
Das Gebiet um Vicenza war Schauplatz schwerer Kampfhandlungen sowohl im Ersten Weltkrieg (auf der Hochebene von Asiago) als auch im Zweiten Weltkrieg (als Brennpunkt des italienischen Widerstandes). Sie war die durch alliierte Bombenangriffe am meisten zerstörte Stadt Venetiens. Darunter befanden sich auch viele seiner Denkmäler, und es waren über 2000 zivile Opfer zu beklagen. Nach dem Ende des Zweiten Weltkriegs folgte eine Zeit der Depression infolge der durch die zwei Weltkriege verursachten Zerstörungen.

### Wirtschaftsaufschwung und US-Stützpunkt
Erst in den 1960er Jahren erlebte der gesamte zentrale Teil Venetiens einen starken wirtschaftlichen Aufschwung durch die Entstehung kleinerer und mittlerer Familienbetriebe, die mit einer breiten Produktpalette den Weg für das Miracolo del Nordest (Wunder des Nordostens) bereiteten. In den folgenden Jahren wuchs die Wirtschaft rapide. Riesige Industriegebiete entstanden rund um die Stadt, eine massive, unorganisierte Urbanisierung setzte ein und die Beschäftigung von ausländischen Einwanderern nahm zu.
Vicenza beheimatet den US-amerikanischen Armeestützpunkt Caserma Ederle, der 1965 zum Hauptquartier der Southern European Task Force wurde, zu der unter anderem die 173. US-Luftlandebrigade gehört.
1981 wurden  hier die Internationale Bibliothek La Vigna für Weinkultur und im Januar 2006 die Europäische Gendarmerietruppe ins Leben gerufen.

## Demografie
2007 lebten 114.268 Menschen in Vicenza, davon 47,6 % Männer und 52,4 % Frauen. Minderjährig (d. h. Kinder bis zum 18. Lebensjahr) waren 17,7 %, während die Rentner 21,60 % ausmachten. Demgegenüber betrug der gesamtitalienische Durchschnitt 18,06 % an Minderjährigen und 19,94 % an Rentnern. Das Durchschnittsalter der Vicentiner beträgt 43 Jahre gegenüber dem italienischen Durchschnitt von 42 Jahren.
Von 2002 bis 2007 nahm die Bevölkerung Vicenzas um 3,72 % zu, während Italien insgesamt um 3,85 % wuchs. Die Geburtenrate beträgt in Vicenza 9,16 Geburten auf 1000 Einwohner (im Vergleich dazu Italien gesamt: 9,45 Geburten).
Im Jahr 2006 waren 87,53 % der Bevölkerung Italiener. Es wird geschätzt, dass von 1876 bis 1976 über eine Million Menschen aus der Provinz Vicenza auswanderte, sodass mehr als drei Millionen Menschen von Vicentiner Abstammung über die Welt verteilt leben. Die wichtigsten Auswanderungsziele waren Brasilien, die USA, Kanada, Australien, Deutschland, Frankreich, Belgien und die Schweiz. Mehr als 100.000 Bürger Vicenzas leben und arbeiten heute im Ausland.
Heute hat sich die Stadt von einem Gebiet der Auswanderung zu einem Einwanderungsziel gewandelt. Die größte Gruppe von Immigranten (6,28 %) kommt aus anderen Staaten Europas, die größten Gruppen aus Serbien, Albanien und Bosnien. Aus Südasien stammen 1,85 %, aus Afrika südlich der Sahara 1,44 und aus Nordafrika 1,36 %. Derzeit hat ein Viertel der in Vicenza geborenen Babys zumindest einen ausländischen Elternteil.
Die Einwohner der Stadt sind hauptsächlich römisch-katholisch, doch gibt es infolge der Einwanderung auch orthodoxe Christen, Muslime und Sikhs.
Bevölkerungsentwicklung

## Politik

### Städtepartnerschaften
Vicenza unterhält zwei Städtepartnerschaften:
- Pforzheim,  (Baden-Württemberg), seit 1991
- Annecy,  (Auvergne-Rhône-Alpes), seit 1995

### Städtefreundschaften
- Cleveland,  (Ohio), seit 2010
- Osijek,  (Osijek-Baranja), seit 2011
- Guiyang,  (China)
- Bethlehem,  (Palästinensische Autonomiegebiete)

## Wirtschaft
Das Umland Vicenzas ist überwiegend landwirtschaftlich geprägt. Wichtige Produkte sind Wein, Weizen, Mais, Olivenöl (um Barbarano Vicentino). Kirschen und Spargel sind eine Spezialität von Bassano del Grappa. Es gibt auch Marmorsteinbrüche, Schwefel-, Kupfer- und Silberminen sowie Abbau von Braunkohle und Kaolin. Ebenso sind Mineralquellen vorhanden, die bekanntesten sind jene von Recoaro Terme.
Dagegen ist die Stadt selbst von ausgedehnten Industriegebieten mit zahlreichen Metall verarbeitenden und Textilfabriken umgeben, die sich in unorganisierter und extensiver Verbauung weit in die Gebiete von Montecchio Maggiore, Chiampo und Sovizzo im Westen und Camisano Vicentino und Torri di Quartesolo im Osten erstrecken. Spitzensektoren sind die Schmuck- und Bekleidungsindustrie. Zu den wichtigen Bekleidungsunternehmen gehören Diesel, Pal Zileri, Marzotto, Bottega Veneta, Marlboro Classics etc. Weltberühmt ist die Gold-Ausstellung, die dreimal pro Jahr (Januar, Mai, September) in Vicenza stattfindet. An weiteren Industrien erwähnenswert sind Wolle und Seide, Keramik und Musikinstrumente. Die Hauptsitze des Rennradkomponentenherstellers Campagnolo und des Sportbekleidungsunternehmens Dainese sind hier angesiedelt.

## Sehenswürdigkeiten

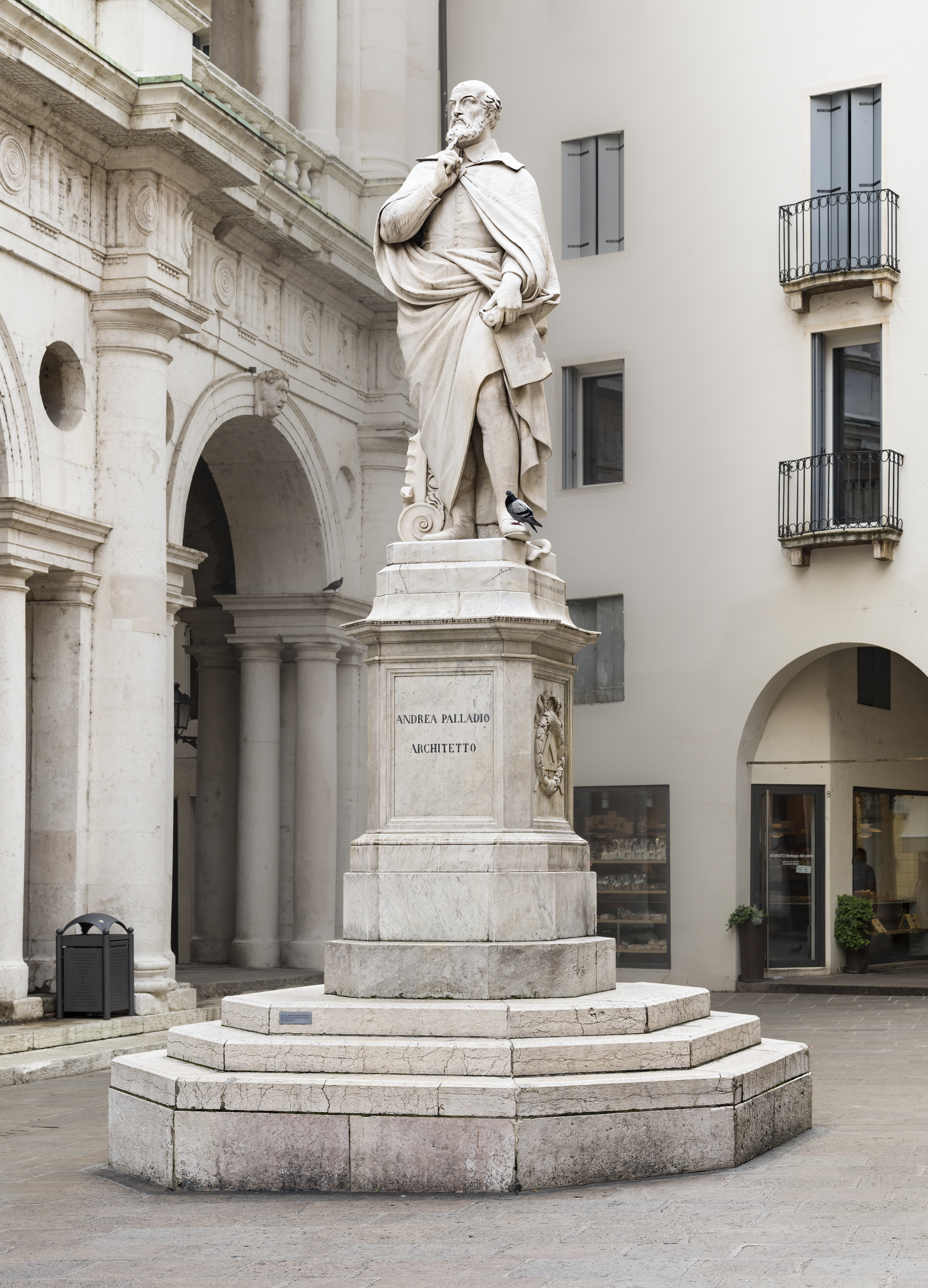
Statue von Andrea Palladio in Vicenza

Die Stadt weist eine große Zahl von Palazzi aus dem 15. bis 18. Jahrhundert auf, von denen die bekanntesten von Andrea Palladio stammen, wie der Palazzo Barbaran da Porto. Die Villa La Rotonda und die Basilica Palladiana sind zwei Hauptwerke Palladios, der mit dem Teatro Olimpico das erste nachantike freistehende Theatergebäude Europas schuf. Der Dom von Vicenza Santa Maria Annunciata wurde 1580 vollendet, die Kuppel wurde nach einem Entwurf Palladios gebaut.   
Im Jahr 1994 trug die UNESCO Vicenza als „die Stadt des Palladio“ in die Liste des UNESCO-Welterbes ein. 1996 wurde das Welterbe um die Palladianischen Villen außerhalb des Stadtkerns erweitert und heißt nun „Altstadt von Vicenza und Villen Palladios in Venetien“.
Das Zentrum wird vom Hauptplatz, der Piazza dei Signori beherrscht. Die Basilika mit ihrem markanten Tonnengewölbe ist vom Bautyp her eigentlich keine Basilika im klassischen Sinne, sondern vom Erbauer wegen ihrer damaligen Nutzung als Markt- und Gerichtsstätte so – nach antikem Vorbild – benannt. Überragt wird der Platz von einem beeindruckenden Turm, dem Torre di Piazza, der fast 80 m Höhe erreicht und aus dem 12. Jahrhundert stammt.
```
Cattedrale di Santa Maria Annunciata
```

## Sport
Nach dem Abstieg des Fußballvereins Vicenza Calcio aus der Serie B und dem gleichzeitigen Zusammenschluss mit dem Nachbarverein Bassano Virtus zur Saison 2018/19 ging der Verein mit tatkräftiger finanzieller Unterstützung Renzo Rossos, Inhaber des Modeherstellers Diesel, in L.R. Vicenza Virtus auf und spielt gegenwärtig in der Serie B.

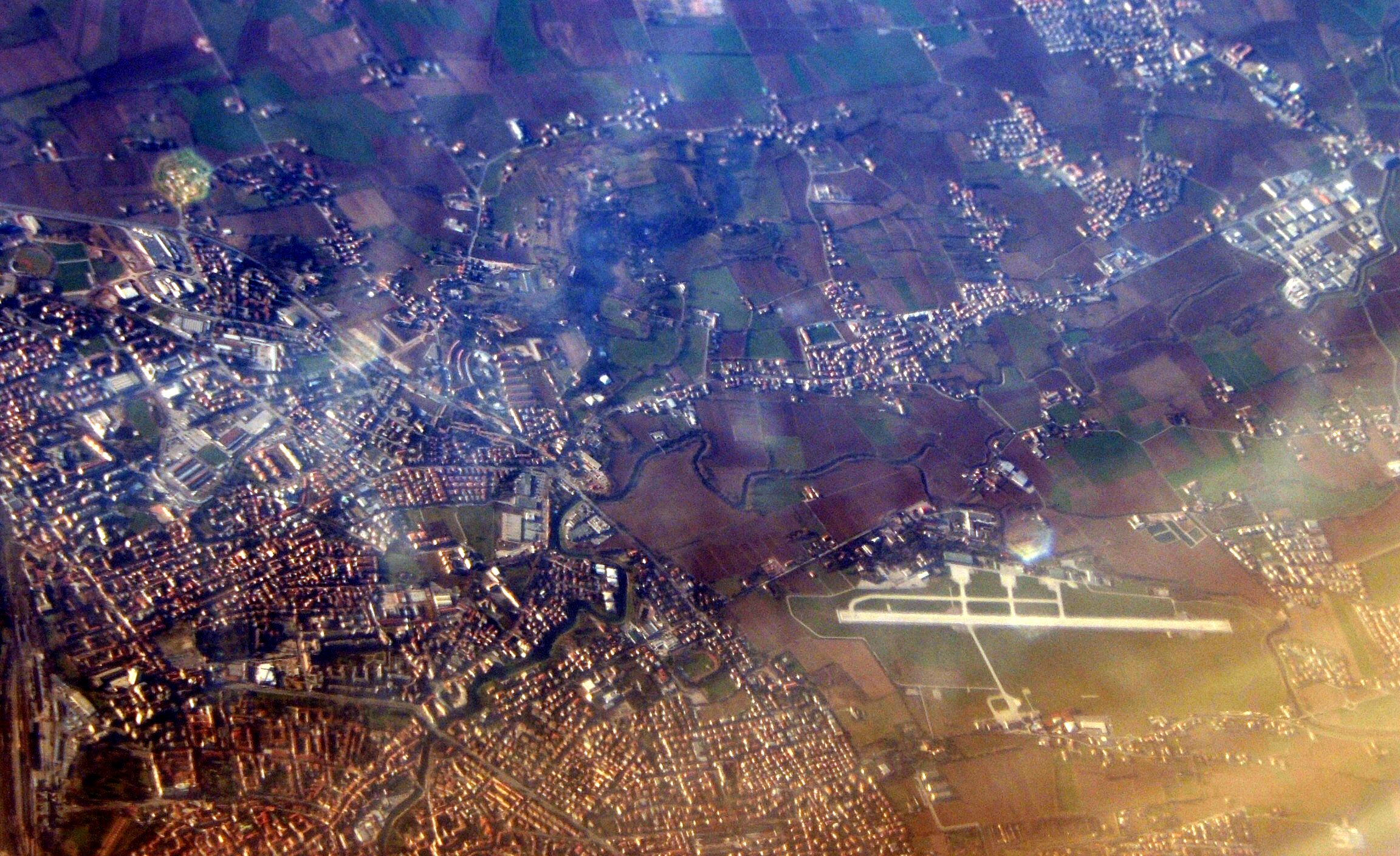
Luftbild von Vicenza mit Flughafen

## Persönlichkeiten
Bekannte Persönlichkeiten der Stadt sind in der Liste von Persönlichkeiten der Stadt Vicenza aufgeführt.